# Guillem Seguer

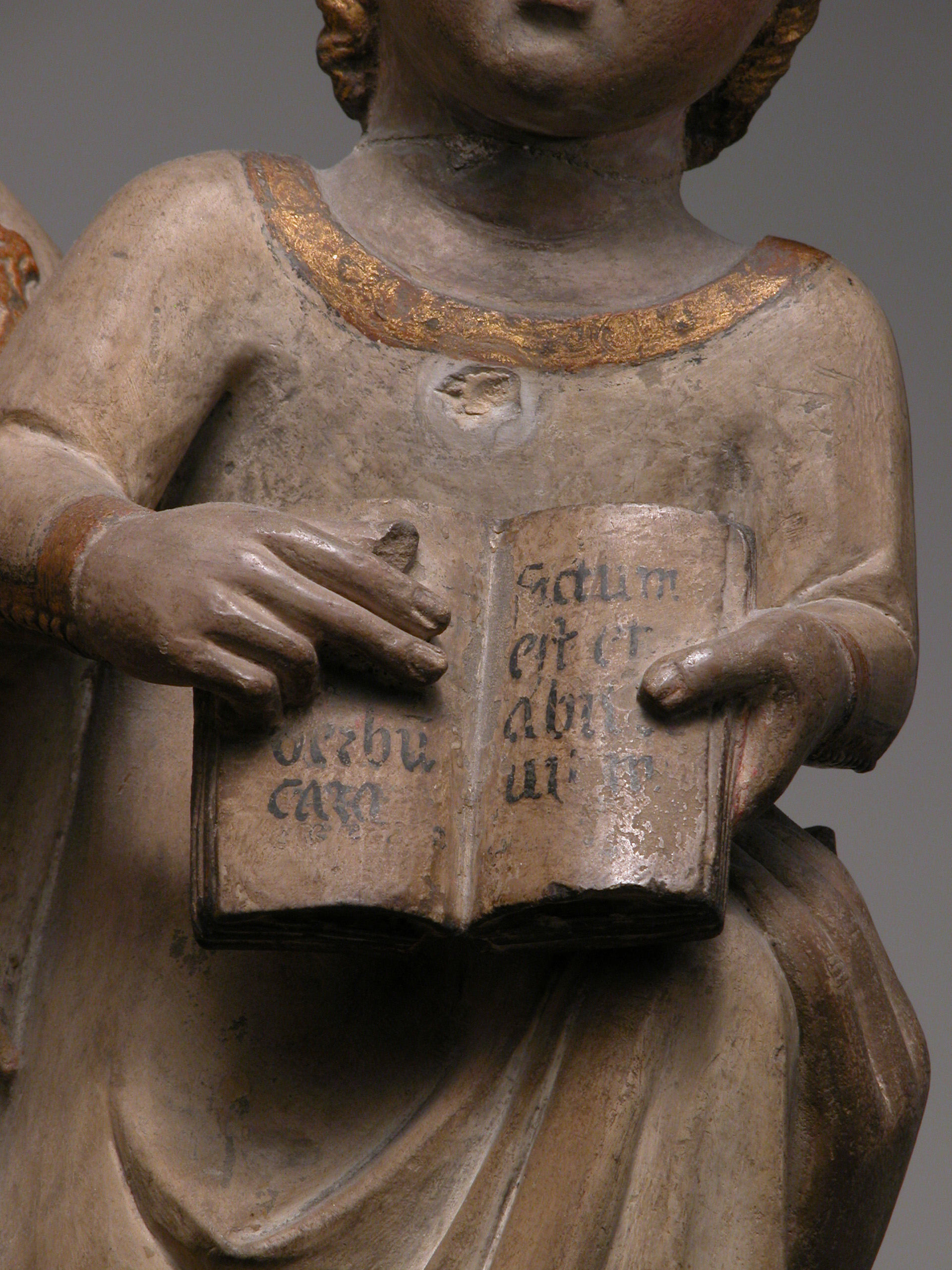
Detalle de la obra Virgen con Niño

Guillem Seguer, llamado también Guillem Seguer de Montblanc. Fue maestro de obras y escultor de mediados del siglo XIV, con su obra conocida en el ámbito de Cataluña.
Una de sus primeras documentaciones es la de un contrato del año 1342 de la obra de una Virgen con Niño para la iglesia parroquial de Vinaixa, posteriormente destruida durante la guerra civil española del año 1936 (se tienen documentos fotográficos).
Actualmente, una Virgen con Niño se encuentra en el Museo Metropolitano de Nueva York.
En Montblanch existía una escultura de María Magdalena en la capilla del hospital, que a pesar de haber desaparecido en la guerra civil de 1936, había sido fotografiada y publicada junto con la transcripción del texto que había en su peana:

Guillelmus Seguer me fecit et dedit me anno Domini M-CCC-XLI hic ad honorem beatae Mariae Magdalena.
Guia de Montblanc, 1931, Antoni Palau i Dulcet.

Trabajó como maestro de obras y escultor en la Catedral de la Seo Vieja de Lérida, dónde precedió al maestro Bartomeu Robió. Realizó el sepulcro del obispo Ponç de Vilamur, del que se conserva sólo la cubierta del sarcófago con la figura yacente del obispo vestido de pontifical con las manos cruzadas sobre el vientre sujetando el báculo. La cabeza con mitra se apoya sobre un cojín decorado. Como maestro de obras de la Seo fue el realizador del primer proyecto de la puerta de los Apóstoles.
Existe una lápida sepulcral que conmemora el traslado de sus restos a un nuevo lugar en el claustro del año 1371:

Guillem Seguer fou mestre de la dita seu.

 Sin especificar la fecha de su muerte.